# Мельников, Александр Иванович (боксёр)
Александр Иванович Мельников (род. 12 октября 1947, Москва) — советский боксёр, двукратный чемпион СССР, призёр чемпионата Европы, мастер спорта СССР международного класса, Заслуженный тренер СССР (1991), Заслуженный работник физической культуры Российской Федерации (2003).

## Биография
Окончил Российский государственный университет физической культуры, спорта, молодёжи и туризма 1972 года. В 1973 году перешёл на тренерскую работу. В 1974—1982 годах находился на комсомольско-партийной работе. В 1982-2003 годах работал главным тренер по боксу ЦС «Динамо». В 2003 году был уволен из МВД в запас в звании подполковника. С 2004 года был советником вице-мэра Москвы. В 1993—1994 и в 1999—2002 годах был вице-президентом Федерации бокса России. В 2002—2003 годах работал генеральным секретарём Федерации бокса России. В 2008—2012 годах исполнял обязанности первого вице-президента Всероссийского Центрального клуба бокса «Динамо». Стоял у истоков развития в России женского бокса. Награждён знаком «Почётный динамовец» (1997).

## Спортивные результаты
- Чемпионат СССР по боксу 1970 года — ;
- Чемпионат СССР по боксу 1971 года — ;